# (2420) Čiurlionis
(2420) Čiurlionis est un astéroïde de la ceinture principale.

## Description
(2420) Čiurlionis est un astéroïde de la ceinture principale découvert par Nikolaï Tchernykh le 3 octobre 1975.

## Nom
Il a été ainsi baptisé en hommage à Mikalojus Konstantinas Čiurlionis (1875-1911), compositeur et peintre lituanien.